# Journées anthropologiques de 1904

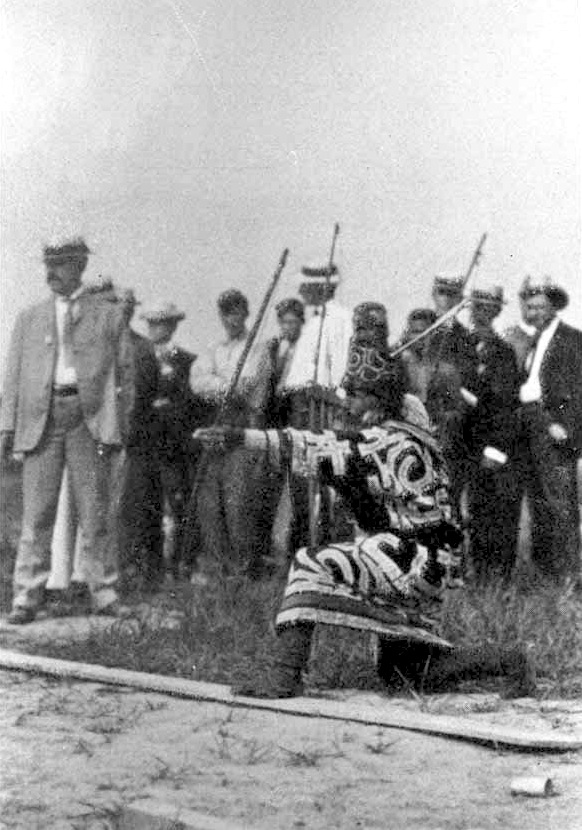
Un des Aïnous au concours de tir à l'arc - Journée anthropologique. (Jeux olympiques d'été de 1904)

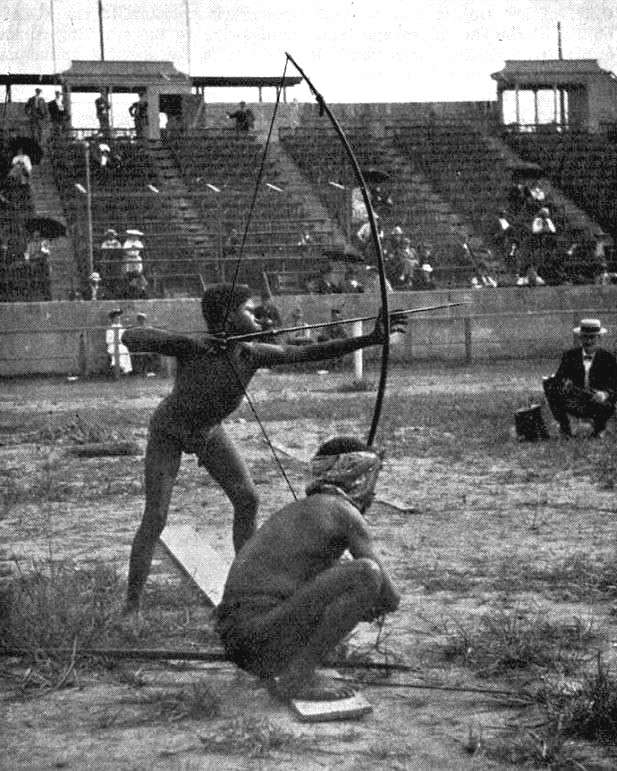
Tir à l'arc lors des journées d'anthropologie pendant les Jeux olympiques d'été de 1904

Les Journées anthropologiques sont un événement sportif américain, organisé en août 1904, en marge de l'Exposition universelle de 1904 de Saint-Louis (Missouri), la Louisiana Purchase Exposition et des Jeux olympiques de 1904. Cet événement s'est déroulé sur deux journées, les 11 et 12 août 1904.

## Histoire
L'initiative des journées revient à James Edward Sullivan, le responsable du département de culture physique de l'Exposition universelle de 1904 à Saint-Louis et directeur des Jeux olympiques de 1904. Il s'inquiète de la possibilité que les sportifs amérindiens surpassent leurs confrères blancs, et souhaite vérifier les « capacités physiques des indigènes », dans la perspective de confirmer une « hiérarchie évolutionniste » et de conforter l'idée d'une supériorité des capacités athlétiques de la « race blanche », dans le cadre d'une Amérique ségrégationniste. Il s'agit, pour vérifier les qualités physiques des athlètes indigènes, de leur faire disputer des épreuves habituellement pratiquées par les joueurs blancs, afin de pouvoir comparer leurs performances à celles enregistrées pour ces derniers. Cette sollicitation de Sullivan intéresse McGee, à qui elle offre de nouvelles possibilités d'expérimentation anthropométrique. Celui-ci souhaite mettre en lumière l'importance du savoir anthropologique durant ces journées, de permettre aux scientifiques des observations directes et de favoriser des études qui confirmeront la supériorité des Blancs et de valider les thèses du racisme scientifique. Dès 1903, William J. McGee est chargé de mettre en place ces journées. Il décide de la nature des épreuves auxquelles seront soumis les indigènes, retenant les tests de force, de vitesse et d'endurance.
Les participants de ces journées, une centaine au total, sélectionnés parmi les indigènes exhibés à l'Exposition universelle, sont répartis en huit groupes culturels différents. Parmi eux, des Crows, des Sioux, des Pawnee, des Navajos, et des Ojibwés amérindiens ; des Aïnous, des Syriens, des Patagoniens d'Amérique du Sud, des Zoulous et des Pygmées d'Afrique, des Moros, des Negritos et des Igorot des Philippines. Ils sont une centaine, sélectionnés parmi les participants de l'exposition universelle.
L'organisation des jeux anthropologiques est confiée au département d'anthropologie et de culture physique et au Muséum Field d'histoire naturelle de Chicago. Durant ces journées, les observations autorisées par le dispositif permettent des théorisations diverses, tentant d'expliquer les prestations des sportifs. Le dispositif mis en place par McGee pour ces journées assure un caractère scientifique aux observations, autorisant ainsi les scientifiques à tirer des conclusions des prestations dont ils sont témoins. Selon Nancy Parezo, son but était de « visualiser l'évolution unilinéaire » : en rassemblant les indigènes, il permettait aux scientifiques de procéder à des « observations systématiques » et des « études anthropométriques et ethnographiques ». McGee souhaite présenter au public américain des exemples des divers « chapitres de l'évolution humaine », qu'il a rassemblés à l'exposition de Saint Louis, afin de démontrer que son tout jeune département d'anthropologie peut produire de nouvelles connaissances sur une base empirique, durant l'exposition. Sullivan quant à lui, responsable du département de culture physique et fervent partisan de l'éducation physique et sportive, souhaite démontrer que les athlètes américains sont supérieurs en ce qui concerne leurs performances, aux sportifs d'autres pays et cultures. Parezo relève que les prestations des athlètes indigènes ont servi à cautionner des conclusions prétendument scientifiques pour appuyer des théorisations sur la supériorité des athlètes blancs, théories qui ont été répercutées par la presse et présentées aux Américains, et qui ont, selon elle, renforcé leurs conceptions prélables. Parezo estime que le protocole expérimental, conduit durant ces journées, ne pouvait que mettre en évidence l'échec sportif des peuples indigènes et la supériorité blanche.
L'anthropologie, jeune discipline — l'American Anthropological Association (AAA) a été créée par McGee en 1902 — s'efforce d'obtenir une reconnaissance académique et professionnelle. Elle doit faire la démonstration publique qu'elle propose un corpus de connaissances qui est à la fois utile et nécessaire. Elle doit montrer qu'elle n'est pas uniquement une théorie, mais que ses hypothèses théoriques et sa méthodologie ont des applications pratiques. En tentant de donner une compréhension des peuples colonisés, les anthropologues ont pu être utilisés pour donner aux sociétés européennes et américaine, des justifications de leur façon de percevoir et de traiter les peuples indigènes ou colonisés.
La LPE offre un certain nombre d'exemples de comparaisons entre la civilisation américaine et les autres civilisations des peuples indigènes, au moyens d'expositions consacrées à des objets ou des techniques. Une place particulière est faite à des expositions qui montrent des peuples dans leur milieu naturel, où leurs habitats, leur pratiques religieuses et leurs activités artisanales permettent aux visiteurs d'accéder à une connaissance complète de ces peuples. Ainsi, un village reconstitué, abritant environ 1200 représentants des différents peuples philippins, qui se livrent à des activités de poterie, de vannerie et textiles, permettent d'entrevoir les coutumes d'un pays récemment acquis par les États-Unis. Une autre attraction permettait aux visiteurs de faire un séjour au pôle Nord ou encore de voir un village inuit, avec lutte entre des chasseurs et des ours blancs. C'est à Mc Gee que revient la responsabilité d'organiser la participation des indigènes à la LPE. Son but affirmé est de retracer l'évolution humaine et de resituer la place des individus et des peuples au sein de cette progression, ceci afin d'obtenir autant de connaissances que possible sur l'origine et la destinée humaine. Mc Gee se montre vigilant à l'égard des comparaisons, et souhaite comparer des représentants moyens, pour ne pas fausser les résultats de la comparaison.
Les sections d'anthropométrie et de psychométrie présentent une exposition permanente, pour comparer les caractéristiques physiologiques et mentales des différentes races, y compris des visiteurs, s'efforçant de recueillir des données concernant les différentes populations présentes durant l'exposition : il s'agit d'offrir des moyens de retracer, avec exactitude, le développement physique et intellectuel de l'humanité. Cette possibilité doit également offrir aux visiteurs européens et américains, la possibilité d'acquérir des connaissances, en se prêtant eux-mêmes à la recherche, en tant qu'objets d'étude.
Les prospectus qui annoncent les Journées anthropologiques soulignent que cet événement dont les participants sont exclusivement indigènes représente une première mondiale. Certains participants sont réunis le 11 août pour des entraînements (Trial Heats), tandis que d'autres doivent assurer d'autres performances, danses ou chants, ou simulcacres d'affrontements entre des représentants de différents peuples. Mc Gee affirme, dans son rapport final que les participants s'étaient prêtés librement à l'opération, assertion dont Parezzo estime qu'elle est peu probable : en effet, il n'a jamais communiqué de données ni expliqué comment il avait obtenu des athlètes une participation bénévole et qu'ils se prêtent aux recherches dont ils étaient l'objet. Le caractère bénévole de leur participation avait été exigé par Sullivan, afin de se conformer aux règles olympiques.
Aucun des participants n'avait participé auparavant à des Jeux olympiques, et un certain nombre d'entre eux ne comprenaient sans doute pas ce qui était attendu d'eux. Les référents de ces journées n'étaient eux-mêmes pas préparés : le programme avait été déterminé moins d'une semaine avant le début des épreuves, l'assistant de Mc Gee, Stephen C. Simms n'était arrivé que l'avant-veille de Chicago. Il élimina plusieurs épreuves prévues, qui lui semblaient aberrantes, notamment des épreuves de natation prévues alors qu'un certain nombre des athlètes enrôlés ne savaient pas nager. Il supprima également les épreuves qui nécessitaient une connaissance du jeu, notamment le tennis et le waterpolo. Sullivan insista pour conserver au moins une épreuve d'haltérophilie. Sullivan insista sur les épreuves de course, du fait des représentations existantes sur la rapidité à la course des indigènes. Luther H. Gulick servait d'arbitre et Martin Delaney expliquait les règles avant le début de chaque épreuve, mais cette annonce était faite uniquement en anglais, ce qui limita la compréhension des participants, certains demandant à refaire l'épreuve lorsqu'ils avaient compris ce dont il s'agissait, ce que Gulick refusa, soutenant que cela aurait faussé les résultats. À cela s'ajoutait le fait que les organisateurs n'avait à leur disposition le stade que pour deux jours. Après les explications, des éliminatoires avaient lieu, au sein de chaque groupe, pour déterminer l'athlète le plus rapide parmi les Africains, les Philippins, les Asiatiques ou les Amérindiens. Les vainqueurs devaient participer aux finales organisées le second jour, afin de déterminer quel était l'indigène le plus rapide. C'était ce dernier temps que Sullivan voulait comparer aux résultats olympiques. Les vainqueurs de la journée furent convoqués pour une nouvelle compétition inter-peuples le lendemain. D'autres compétitions se déroulèrent le même jour, et un certain nombre de participants durent participer à plusieurs compétitions le même jour. Un certain nombre de finales furent annulées, soit qu'il reste trop peu de participants en lice à l'issue des premières courses, soit qu'ils soient trop fatigués. C'est le cas pour les courses de relais, pour lesquelles si peu de participants avaient compris l'enjeu qu'ils n'étaient pas assez nombreux pour organiser des finales.
Les finales se tiennent le 12 août, avec des courses, des courses de haies, des épreuves de saut et de lancer, ainsi que des démonstrations de lutte. Les indigènes purent choisir parmi des activités proposées, notamment le tir à la carabine sur des pièces lancées, l'escalade d'un piquet de 50 pieds en 20 minutes. Pour la clôture, il y eut un concours de danse et une bataille de boue. Des épreuves nouvelles sont proposées, notamment de baseball. Certaines épreuves ne rencontrent aucun succès : les Amérindiens refusent de s'investir à des épreuves de lancer de poids, qu'ils trouvent stupides, ce qui fait dire à Sullivan que jamais auparavant dans l'histoire du sport, d'aussi piètres performances n'avaient été enregistrées pour le lancer de poids. Les épreuves de javelot se heurtent aux mêmes difficultés, alors que Sullivan pensait que les indigènes allaient exceller dans cette discipline.
Alors que Sullivan estime que les résultats des indigènes sont décevants, Simms est embarrassé et exprime son sentiment que les données recueillies sont inutilisables pour ce qui est de la comparaison entre les peuples de différentes origines.

### Jeux olympiques et Expositions universelles
Les deuxième, troisième et quatrième Jeux olympiques de l'ère moderne sont des attractions rattachées aux expositions. Malgré la désapprobation à cet égard de Coubertin et du Comité olympique international, ils ne parviennent à les séparer qu'aux Jeux olympiques de 1912, à Stockholm. Cependant, les deux sessions olympiques d'Athènes, en 1896 et 1906, ne sont pas rattachées à des expositions et ont plus de succès. Le temps passant, les Jeux olympiques éclipsent les expositions à la fois en termes de prestigue et d'intérêt du public. Brownell propose l'idée que les expositions anthropologiques et Jeux olympiques participent à l'époque d'une même logique, montrant pour les unes l'évolution de la civilisation et pour l'autre la supériorité physique des sportifs civilisés.
Les Jeux olympiques devaient à l'origine se tenir à Chicago, mais sont attribués à Saint Louis lorsque l'Exposition universelle prévue en 1903, pour célébrer la première exploration en Louisiane en 1803, est repoussée d'une année. Les organisateurs de l'exposition de Saint Louis craignent une concurrence si les Jeux olympiques sont maintenus ; ils usent de leur influence et de leurs ressources financières pour ravir les Jeux à Chicago, Chicago abandonne la partie, suivi à contrecœur par le CIO. De la même manière, les Jeux de 1908, initialement attribués à Rome, se déroulent finalement à Londres, en lien avec l'Exposition franco-britannique, les Jeux Olympiques n'étant pas assez solides financièrement pour s'organiser de façon autonome. Coubertin atteste de cette situation lorsqu'il précise que les Jeux de 1904 et 1908 se tiennent en même temps que les expositions universelles, pour des raisons budgétaires.
Environ 1 400 indigènes étaient présents sur les espaces de l'exposition, au total environ 3 000 en comptant ceux qui étaient sur les espaces périphériques, le « Pike ». Brownell souligne que les Jeux et les Journées anthropologiques se tenaient parmi de nombreux autres événements, à portée récréative ou sportive : des courses de chevaux, des parties de crosse, des démonstrations d'archers, et d'autres démonstrations de sports ethniques. Sullivan avait inclus le hurling, le football gaélique. Les indigènes recevaient un salaire et gardaient les pourboires ou les enjeux des paris donnés par les spectateurs. À la différence des Journées anthropologiques, ces démonstrations sont organisés par les participants eux-mêmes.

## L'éveil d'une conscience sportive nationale
Fabrice Delsahut souligne que l'éveil d'une conscience sportive nationale américaine s'enracine dans la tenue des Jeux olympiques à Saint-Louis. Le statut de la pratique sportive, vu comme une diversion par rapport au travail, qui jouit d'une faible considération jusqu'à la fin du XIXe siècle dans la société américaine, est légitimé par la reconnaissance des « bienfaits physiologiques des exercices sportifs ». Le génie sportif américain est progressivement appréhendé comme une mise en exergue du génie du peuple américain. La supériorité des athlètes américains principalement devrait être mise en valeur par la participation d'« indigènes à certaines disciplines olympiques ».
Les organisateurs se heurtent à des obstacles qu'ils n'avaient pas envisagés. Alors qu'ils souhaitaient proposer une épreuve de tir à l'arc, les athlètes sollicités, les Négritos, refusent car ils ne pratiquent pas ce sport. Les représentants de ce peuple du sud-est asiatique refusent également de laisser réaliser un moulage de leur tête destiné au Muséum américain d'histoire naturelle. Cependant, les savants présents durant ces journées peuvent pratiquer des relevés sur l'ouïe, le toucher, la sensibilité à la douleur, notamment des participants à ces journées.
Alors que les athlètes des Jeux olympiques reçoivent les premières médailles décernées dans des Jeux modernes, les sportifs exhibés lors de ces journées reçoivent pour toute récompense un drapeau américain et la promesse de quelques dollars. Mais plus généralement, les populations incluses dans les journées sont exhibées comme des « simples curiosités » : la volonté des organisateurs de venir à bout du mythe romantique du bon sauvage : il s'agit de mettre en évidence la « domination blanche » et de mettra à mal le mythe des qualités des « athlètes naturels ».

## Le programme des deux journées

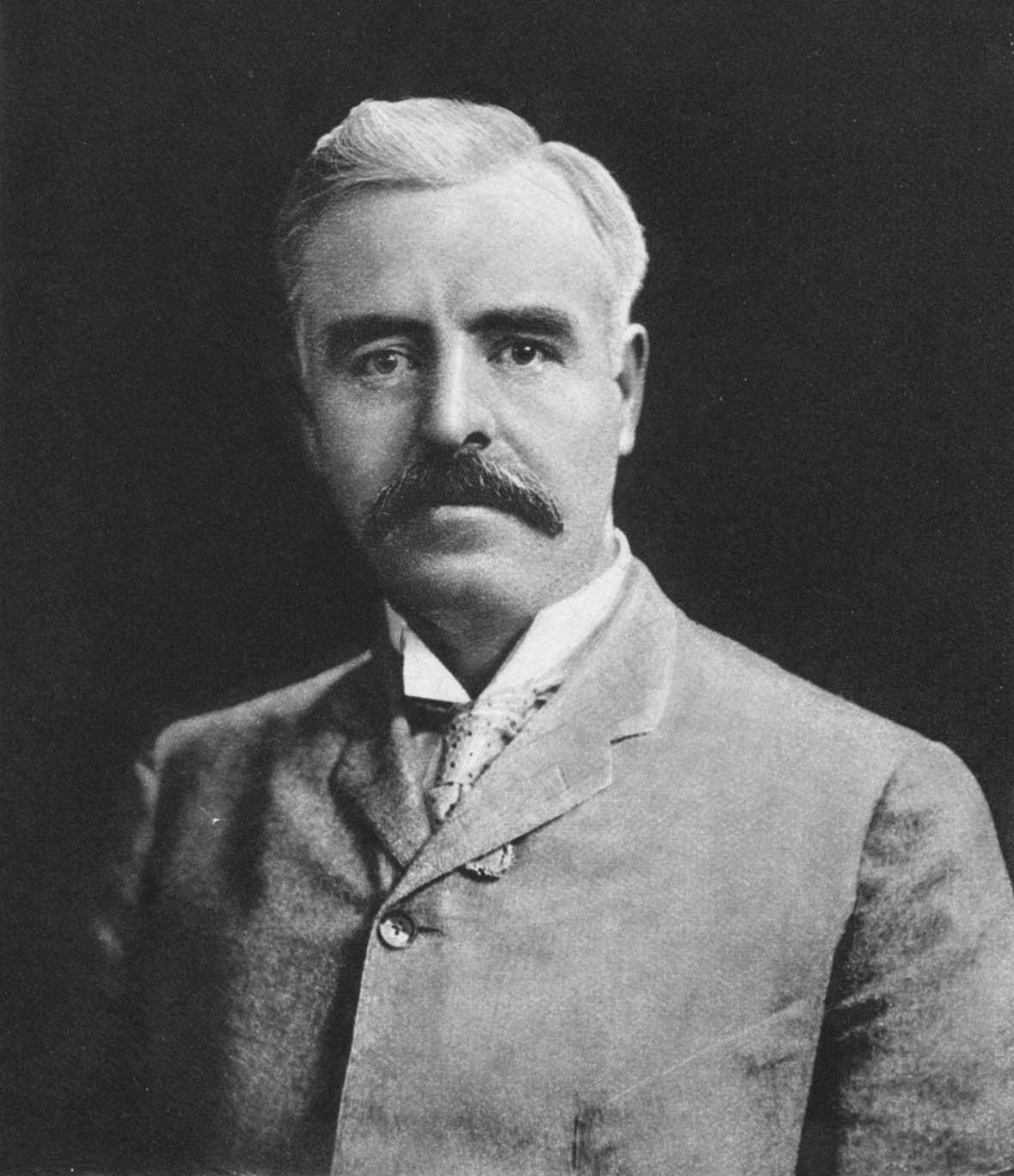
Edward Sullivan, principal organisateur des Jeux olympiques de 1904 a accrédité la mise en place des Journées anthropologiques de 1904

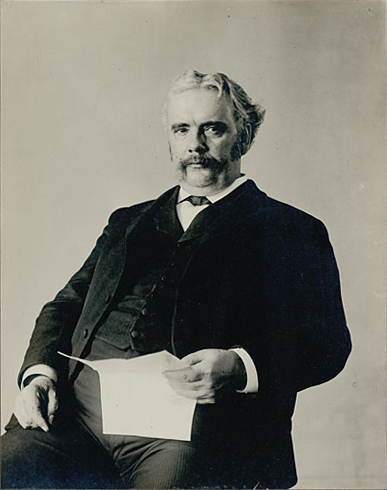
William John McGee, responsable de l'organisation des Journées anthropologiques de Saint-Louis en 1904

Les compétitions se déroulent les 11 et 12 août 1904. Ce sont ces journées qui sont indiquées par le Daily Official Program et les journaux de l'époque, McGee quant à lui indique dans le Spalding's Official Athletic Almanach les dates des 12 et 13 août, et ce sont ces dernières dates qui sont généralement citées.
Le premier jour est consacré à des compétitions entre membres des mêmes groupes tribaux, dans des disciplines retenues dans le programme des Jeux : baseball, course, saut en longueur, escalade de mâts (pole climbing), poids à soulever, devant environ 10 000 spectateurs. Les prestations enregistrées mettent en évidence une certaine infériorité des participants par rapport aux prestations des athlètes blancs. Les relevés précis de ces résultats ont pour objectif, selon Delsahut, de contester sur un plan scientifique, l'idée d'une supériorité physique naturelle des populations indigènes, en comparant leurs scores à ceux d'athlètes blancs.
Le second jour est dédié à des activités sportives que les participants pratiquent habituellement et qui donc les valorisent davantage. Ainsi, un participant Igorot originaire des Philippines grimpa sur une perche de 15 m en 20 secondes. Mais là aussi, les prestations font l'objet de comparaisons peu flatteuses avec les attentes américaines. La partie de shinny, sorte de hockey sur herbe, des Cocopas mexicains est décrite, dans le rapport officiel, comme « inintéressante », et les joueurs sont critiqués pour leurs « conduites individualistes incessantes ». Les performances sont appréciées en lien, souligne Delsahut, avec les attentes à l'égard des potentialités attendues de la part de ces athlètes, James Edouard Sullivan, qui a rédigé le rapport officiel, témoigne d'une certaine déception lorsqu'il évoque la prestation en lancer de poids des colosses patagoniens dont il indique qu'elle est « si ridiculement faible qu'elle étonna tous ceux qui en furent témoins » et que « jamais auparavant dans l'histoire mondiale du sport de si médiocres résultats en lancer de poids ont été enregistrés ». Une des performances la plus prisée est le « lancer de boue » pratiqué par les Pygmées, dont les commentaires de presse rapportent les aptitudes à lancer à esquiver, et leur extrême mobilité sur le terrain mais l'appréciation évoque davantage l'intérêt que suscite une bataille de boules de neige qu'un sport établi.
William McGee manifeste lui aussi une certaine déception, mais d'une nature différente. Il explique les faibles prestations sportives des participants à ces journées par leur manque d'entraînement et de pratique dans les sports proposés. Delsahut souligne sa déception à l'égard du faible investissement des sportifs indigènes, des difficultés à leur faire comprendre, via des traducteurs, ce qu'ils doivent faire, par exemple commencer la course au signal du pistolet et aller jusqu'à la ligne d'arrivée. Delsahut souligne que leur manque de motivation pour suivre des consignes inhabituelles, leur manque de préparation préalable, et le caractère forcé de leur participation qui biaisent leurs résultats, n'ont pas empêché les savants de tirer des conclusions scientifiques à partir de leurs observations. Ainsi, J.E. Sullivan explique leur relatif insuccès aux épreuves sportives en mettant en doute leurs capacités intellectuelles qu'il relie à leur manque de compréhension des exigences, et leurs capacités physiques, qu'il juge par rapport à leur mauvaise adaptation à l'environnement.
Delsahut relève que le regard porté sur les Amérindiens, durant ces deux journées d'exhibition, mais également dans les rapports, est plus favorable que le sort réservé aux autres groupes d'athlètes indigènes. Le terme employé pour les évoquer, « Americanized Indians » lui semble une « métaphore des théories évolutionnistes et assimilationnistes d'alors », qui indiquent l'« effet civilisateur » dont bénéficient ces peuples indiens. Une des attractions de l'Exposition universelle consistait en des visites organisées d'habitats traditionnels indiens, disséminés dans les collines autour de Saint Louis, où l'on pouvait voir notamment « une école remplie d'enfants amérindiens ».
L'un des enjeux des journées est d'établir la supériorité de la race blanche, dans un domaine où cela n'allait pas de soi : celui des performances  physiques. Les comparaisons effectuées entre les prestations des athlètes blancs et celles des autres peuples, dans les conditions déjà exposées, ont été défavorables aux peuples indigènes. Plus généralement, Delsahut relève l'influence durable que les journées, et les Jeux olympiques ont eu au niveau national pour la jeune nation américaine. Les États-Unis, selon lui, ont été confortés dans leur toute jeune puissance mondiale. Saint Louis se situe dans la lignée des expositions universelles de Chicago (1893) et Buffalo (1901), qui ont constitué des occasions de célébrer la science et la technologie américaines, et de manifester certaines caractéristiques propres à l'Amérique : « l'esprit d'entreprise, la curiosité, l'intelligence et la réussite ». Ces journées, selon Delsahut, « participaient à un nouvel ordonnancement du monde et de ses peuples, définissant qui était supérieur et qui n'était pas civilisé ». Dans ce contexte, la réussite américaine aux Jeux olympiques de 1904 légitime la pratique sportive qui, d'une certaine manière, participe au rayonnement du modèle américain et témoigne de sa supériorité.

## Une nouvelle série de Journées anthropologiques en septembre 1904
McGee, déçu par le faible nombre de spectateurs lors de ces journées, qu'il impute au peu de publicité fait par les organisateurs de la LPE, organise une deuxième compétition en septembre. Il met au programme de ces journées des épreuves de force, d'endurance et d'agilité. Il est convaincu que les faibles prestations des athlètes en août ne font que démontrer qu'ils n'avaient tout simplement pas compris ce qu'on attendait d'eux. Il estimait que, comme les athlètes blancs, ils avaient besoin d'être préparés et de s'entraîner. Sullivan n'est pas d'accord et estime quant à lui que les épreuves d'août ont démontré que les peuples indigènes ne faisaient pas le poids sur le plan athlétique par rapport aux sportifs blancs. McGee décide de récompenser les athlètes, lors de ces nouvelles épreuves, en leur remettant un drapeau américain, afin de leur communiquer un esprit patriotique et de leur signifier la puissance américaine. Des épreuves d'entraînement se déroulent, supervisées par Simms, mais sans l'entraîneur professionnel que celui-ci souhaitait. Le 22 août, se déroule une journée d'entraînement qui oppose d'abord les athlètes au sein de leur groupe. Des récompenses en argent sont annoncées : 2 dollars pour une place de premier, 1 dollar pour une place de deuxième, puis 50 cents pour une 3e ou 4e place, enfin chaque participant reçoit 25 cents.
Les épreuves de septembre attirent des spectateurs, environ 30 000 selon McGee. Les résultats des épreuves de cette seconde série n'ont pas été conservés et cette rencontre est généralement passée sous silence par les historiens.

## Les Journées anthropologiques de 1904, entre l'Exposition universelle et les Jeux olympiques
Les rencontres culturelles sont nombreuses à la fin du XIXe siècle et Susan Brownnell propose de penser l'intersection entre expositions universelles et Jeux olympiques comme un effort pour comprendre la différence entre l'occident et le reste du monde d'une part dans un cas celui des expositions universelles, et la ressemblance entre le monde occidental contemporain et le monde gréco-romain, dans la remise en œuvre des Jeux olympiques, pour trouver un sens, en favorisant des espaces interculturels. Le philhellénisme procurait au monde occidental un ancêtre commun, la Grèce antique qui pouvait le définir en contraste l'égard des autres, le monde oriental et ses « sauvages exotiques ».
Pierre de Coubertin porte un regard critique sur les Journées anthropologiques : il estime que leur mise en œuvre est « embarrassante » qu'il s'agit d'une « erreur » et qu'elle affecte l'image des Jeux olympiques. Plus condescendant, l'historien Pierre Boulongne indique son sentiment que les Jeux olympiques ont été un succès sur le plan sportif et qu'ils ont plu aux spectateurs de l'Exposition universelle, mais que « hélas, leur souvenir reste entaché par les Journées anthropologiques, qui ne faisaient pas partie du programme officiel. Mais c'était 1904 aux États-Unis ».
Un certain nombre d'articles évoquent les Journées anthropologiques, sans étudier spécifiquement et de façon systématique cet événement, sauf Henning Eichberg.
Ces Journées sont généralement perçus d'une façon négative, comme si le sérieux des Jeux olympiques, qui incarnent la civilisation occidentale, ne supportait pas la comparaison avec le spectacle ridicule d'indigènes non préparés ni entraînés sur le plan sportif, manquant de motivation tentant avec peu d'enthousiasme de suivre les règles des sports des hommes civilisés. Ces Jeux posent la question de savoir si les indigènes pouvaient être comme les hommes civilisés, ou même s'ils le souhaitaient, question qui, en cette période où les aspirations colonialistes et impérialistes dominaient, était inconcevable.
Le problème posé par les Journées est que les indigènes non préparés n'avaient pas les moyens de comprendre qu'ils étaient engagés dans des épreuves sportives, pas plus qu'ils ne pouvaient comprendre les règles de jeux qui ne leur avaient pas été communiquées et donc ne savaient pas comment se comporter. De plus, les Jeux olympiques de 1904 n'étaient pas aussi codifiés qu'ils le sont devenus ultérieurement. Les Journées pouvaient représenter un spectacle, comme l'Exposition universelle qui les accueillaient.
L'organisation des Journées marque une étape de la réflexion sur ce que devaient être les Jeux olympiques de l'ère moderne. Henning Eichberg, dans le chapitre qu'il consacre à ces journées, relève la prise de conscience progressive que les sports de compétition n'étaient pas une extension des sports et activités traditionnels, et que la constitution d'une liste de sports agréée ne pouvait se faire uniquement par inclusion mais devait procéder également par exclusion.

## Postérité
Ces journées seront, cent ans plus tard, qualifiées de « Jeux olympiques des sous-hommes » ou « Jeux olympiques des sauvages ».